# Tani Shunkun
Tani Shunkun (sinh ngày 11 tháng 8 năm 1993) là một cầu thủ bóng đá người Nhật Bản.

## Sự nghiệp câu lạc bộ
Tani Shunkun hiện đang chơi cho YSCC Yokohama.